# Millepora foveolata
Millepora foveolata är en nässeldjursart som beskrevs av Crossland 1952. Millepora foveolata ingår i släktet Millepora och familjen Milleporidae. IUCN kategoriserar arten globalt som sårbar. Inga underarter finns listade i Catalogue of Life.